# ملعب ماريينليست
ملعب ماريينليست (بالنرويجية: Marienlyst Stadion)‏ هو ملعب كرة قدم يستضيف مسابقات ألعاب القوى، يقع في درامن، النرويج، يتسع لجلوس 8,060 متفرج. تم وضع حجر الأساس للملعب في 1923. تم افتتاحه في 1924. يعتبر الملعب البيتي لنادي سترومسغودست منذ عام 1967.

## أهم الأحداث التي استضافها
- الألعاب الأولمبية الشتوية 1952
- بطولة أمم أوروبا لكرة القدم للسيدات 1987